# Єршовський
Єршовський (рос. Ершовский) — селище у Кизильському районі Челябінської області Російської Федерації.
Входить до складу муніципального утворення Новоєршовське сільське поселення. Населення становить 174 особи (2010).

## Історія
Від 4 листопада 1926 року належить до Кизильського району Челябінської області.
Згідно із законом від 17 вересня 2004 року органом місцевого самоврядування є Новоєршовське сільське поселення.

## Населення
| 2002 | 2010 |
| ---- | ---- |
| 219  | ↘174 |